# Anthony Boldewijn Gijsbert van Dedem van den Gelder

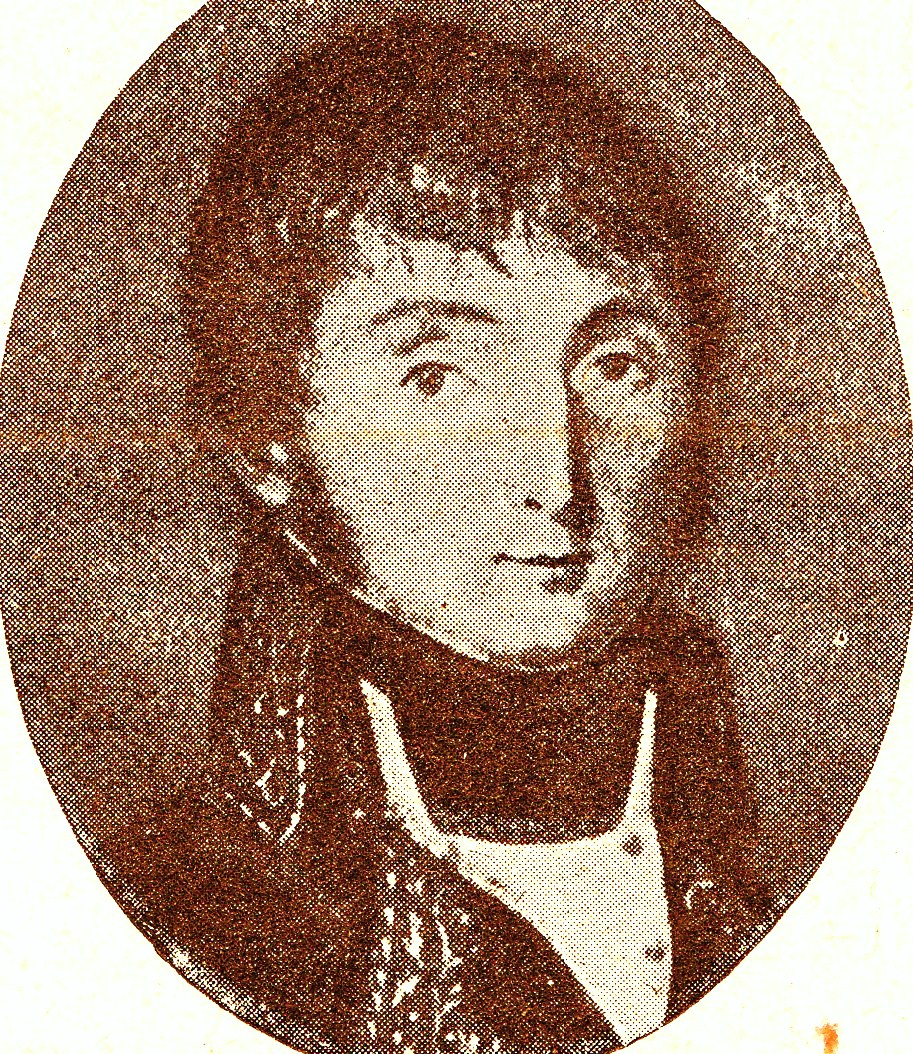
Anthony Boldewijn Gijsbert van Dedem van den Gelder

Anthony Boldewijn Gijsbert van Dedem, Baron van den Gelder, in Frankreich Antoine Baudouin Gisbert de Dedem de Gelder (* 24. August 1774 in Wijhe, Niederlande; † 14. August 1825 in Pievepelago, Provinz Modena, Italien) war ein niederländischer General in französischen Diensten.

## Leben
Anthony Boldewijn Gijsbert van Dedem wurde 1774 auf der Burg Gelder, dem Stammsitz seines Geschlechts, geboren. Bereits in jungen Jahren in wichtigen Ämtern verwendet ging er 1795 als bevollmächtigter Minister seines Landes nach Stockholm, dann nach Paris. 1798 zurückgekehrt, wurde er 1799 aus Anlass des Zweiten Koalitionskriegs Soldat und geriet in britische Gefangenschaft. Nach 1801 war er wieder im diplomatischen Dienst. 1806 wurde er General und war Gesandter in Neapel und später in Kassel. Nach der Annexion der Niederlande trat er in französische Dienste über, wurde Graf des Kaiserreichs und Général de brigade. Im Russlandfeldzug 1812 kommandierte er unter dem Oberbefehl des Marschalls Joachim Murat eine Brigade. 1814 lehnte der niederländische König Wilhelm I. sein Gesuch ab, wieder in niederländische Dienste zu treten. Dedem blieb in Frankreich und war 1816 Kommandeur des Gouvernements Jura. Seine letzten Lebensjahre verlebte er in Italien, wo er 1825 starb.